# Kemistry & Storm
Kemistry & Storm fueron un dueto de DJs y productoras inglesas de drum and bass durante los 1990s. Junto con Goldie, a quien Kemistry (Kemi Olusanya) había introducido a la escena drum and bass en los primeros años de la década,  fundaron el sello discográfico Metalheadz, en 1994. Apareciendo principalmente en la escena de clubes, los grabaciones del dueto incluyen DJ-Kicks: Kemistry & Storm, un álbum mezclado, editado en enero de 1999 como parte de la serie de la etiqueta independiente !K7  DJ-Kicks.
Reconocidas por ser "unas de las primeras DJs en tener un álbum ampliamente distribuido "en un "género de música dominado principalmente por hombres", Kemistry y Storm se conocieron en la universidad en Northampton. se mantuvieron en contacto mientras sus vidas divergieron en los años venideros, trabajando como radióloga y como maquillista respectivamente, dejaron sus carreras para empezar como DJs cuándo ambas se encontraban viviendo en Londres a principios de los 1990s. Con Goldie,  dirigieron Metalheadz durante dos años y medio antes de dejar la etiqueta. El éxito del álbum DJ-Kicks  les dio oportunidades para ser reconocidas como DJs internacionalmente y se dice que "adoquinaron el camino para otras, jóvenes DJs".
La colaboración del dúo llegó a su fin con la muerte de Kemistry en un inusual accidente de carretera en la mañana del 25 de abril de 1999, regresando de una actuación en Southampton.